# 1986 dans les chemins de fer
Chronologie des chemins de fer
1985 dans les chemins de fer - 1986 - 1987 dans les chemins de fer

## Évènements

### Janvier
- 3 janvier, Canada : le Vancouver SkyTrain relie Waterfornt à New Westminster.

### Février
- 8 février, Canada : vingt-trois personnes décèdent dans la collision entre un train de passagers de la compagnie VIA Rail et un train de fret de la compagnie Canadian National Railway, près de Hinton, dans l'Alberta.

- 12 février, France-Royaume-Uni : à Lille, Margaret Thatcher, premier ministre britannique, et le président François Mitterrand signent l'accord officialisant la construction du tunnel sous la Manche. L'option choisie est celle du tunnel ferroviaire.

### Mars
- 17 mars, France : un attentat dans le TGV fait 10 blessés.

### Avril
- 1er avril, Royaume-Uni : le Prince de Galles et la Princesse de Galles ouvrent la station de métro de Heathrow terminal 4, à l'Aéroport de Londres Heathrow.

### Septembre
- 5 septembre, États-Unis : la Dakota, Minnesota and Eastern Railroad commence ses activités en exploitant un réseau jusque-là exploité par la Chicago and North Western Railway.

- 19 septembre, Royaume-Uni : deux Intercity 125 ou HST (un reliant Londres à Manchester et l'autre Liverpool à Londres) entrent en collision près de Rugeley en Angleterre : la seule victime est le conducteur d'un des deux trains.

### Novembre
- 21 novembre, États-Unis : la Florida Central Railroad Company commence ses activités en Floride.

### Décembre
- 30 décembre, Gabon : inauguration du dernier tronçon Lastourville-Franceville, 163 km, du Transgabonais.